# Березовская Рассоха
Березовская Рассоха — река в России, протекает по Пермскому краю. Устье реки находится в 192 км по левому берегу реки Берёзовая. Длина реки составляет 19 км.

## Данные водного реестра
По данным государственного водного реестра России относится к Камскому бассейновому округу, водохозяйственный участок реки — Кама от водомерного поста у села Бондюг до города Березники, речной подбассейн реки — бассейны притоков Камы до впадения Белой. Речной бассейн реки — Кама.
Код объекта в государственном водном реестре — 10010100212111100005881.